# Molen van Schoonhoven
De molen van Schoonhoven in de Vlaams-Brabantse gemeente Aarschot, is een gerestaureerde korenwatermolen van het middenslagtype op de Grote Motte, niet ver van diens monding in de Demer. De molen werd ingericht door Ecopower met een waterkrachtcentrale en levert sinds 2011 elektrische stroom. De molen is sinds 1996 erkend als beschermd monument.

## Geschiedenis
Hoewel de molen waarschijnlijk tot een van de vijf watermolens van Aarschot behoorde die in een oorkonde van 1283, uitgevaardigd door Jan I, hertog van Brabant, vermeld worden, kennen we een volstrekt zekere aanduiding uit 1409. In dat jaar dient Jan VIII van Schoonhoven een hypotheek op een deel van zijn goederen te nemen om aan zijn schuldeiser Hendric Wynricks te kunnen voldoen.
In 1491 en 1493 verkoopt Hendrik III van Schoonhoven het kasteel van Schoonhoven met toebehoren, waaronder de watermolen, aan Herman van Eynatten. Blijkbaar is er in de 16de eeuw een korte periode dat de molen niet meer actief is, want voor 1532 zou Aert van Eynatten de loop van de Motte verlegd en een nieuwe molen gebouwd hebben. Naar aanleiding hiervan begint Filips II van Croÿ een proces en veroordeelt de Raad van Brabant in 1537 Aert van Eynatten tot afbraak van deze nieuwe molen. Dat dit vonnis uitgevoerd werd en de vroegere molen weer functioneel werd, weten we doordat op de figuratieve kaart (1596-1598) van Pierre de Bersaques de molen aangeduid wordt met de vermelding ‘moelen van Schoonhove draayende met de Motte’.
Tot het einde van het Ancien Regime was de molen in handen van de familie Arenberg. Daarna gaat de molen hoofdzakelijk door verkoop over aan verschillende eigenaren om in 1894 door de weduwe van hertog Englebert August Antoine d’Arenberg aangekocht te worden.
In 1947 wordt de molen verkocht aan het echtpaar Louis Verstreken (1916 – 1985) en Berta Rosseels, een landbouwersgezin uit het nabije Rillaar. Louis Verstreken was de laatste molenaar. In de jaren 1950 stopt hij met het molenbedrijf. 
In 2008 wordt door zijn zoon Jan Verstreken een erfpachtovereenkomst getekend met het bedrijf Ecopower voor het opwekken van duurzame stroom door middel van een waterkrachtcentrale. In 2011 wordt deze installatie in bedrijf genomen.

## Molentype en gebouwen
De molen is een korenwatermolen met ingebouwd metalen middenslagrad
In de Albums de Croÿ (1595-1612) zien we molen en de molenaarswoning als een rood bakstenen gebouw onder één zadeldak van rode daktegels, haaks op de Motte met een van de puntgevels aan de zijde van deze beek. Het waterwiel, de stuw en de brug aan de molen zijn van hout. 
Foto’s daterend van het einde van de 19de eeuw, laten zien dat de molen herbouwd werd. Het puntdak aan de zijde van het waterwiel is vervangen door een wolfsdak met S-pannen. De molen leunt aan tegen een nieuwe molenaarswoning. De watergevel heeft een natuurstenen basis en hoeken van lokale ijzerzandsteen. In de zijgevel zijn onregelmatige speklagen te zien van baksteen en witte zandsteen. Het gebouwtje van het waterrad heeft eveneens een natuurstenen basis.
Einde van de jaren 1980 werden een deel van de gronden onteigend door het Vlaams Gewest voor een verbreding van de gewestweg tussen Aarschot en Diest. De molenaarswoning en bijbehoren, met uitzondering van het bakhuis werden hiervoor gesloopt.
Toen in 1996 de molen en de omgeving beschermd werden, waren de molen en het waterwiel in niet al ten beste staat. In 2004 werd aan de eigenaar een bouwvergunning afgeleverd om enerzijds een nieuwbouw voor een horecazaak tussen de molen en het bakhuis te realiseren en om anderzijds de molen in samenwerking met Ecopower in te richten als een waterkrachtcentrale. Het nieuwe metalen middenslagrad heeft een diameter van zes meter en is 80 centimeter breed. Het geheel kan zo'n 500 liter water per seconde uit de Motte nemen en elektriciteit opwekken voor een tiental gezinnen. De molen werd maalvaardig gemaakt, maar het accent lag vooral op de elektriciteitsopwekking. De totale investeringskost bedroeg 250.000 euro, deels gesubsidieerd omdat het een beschermd monument is, deels door extra steun van de Vlaamse Overheid, omdat het een demonstratieproject betrof.
Op de maalzolder werd de maalinrichting goed bewaard met onder andere de 19e-eeuwse gietijzeren raderwerk en de twee koppels maalstenen uit kunststeen.

## Bescherming en cultureel erfgoed
De molen is sinds 05-07-1996 aangeduid als beschermd monument en als beschermd stads- of dorpsgezicht. De molen werd op 20-09-2010 aangeduid als vastgesteld bouwkundig erfgoed.

## Trivia
De productie van elektriciteit is afhankelijk van het waterdebiet van de Motte. Tijdens de droge zomers van 2019 en 2020 lag de molen wegens watergebrek stil. Hoger stuwen kan eventueel een oplossing bieden, maar dit was in 2021 nog niet technisch uitgewerkt.